# Бабаєво (Бабаєвський район)
Бабаєво — сільце в Бабаєвському районі Вологодської області. Входить до складу міського поселення Бабаєво. Розташоване на лівому березі річки Колп. Відстань по автодорозі до районного центру Бабаєво — 16 км, найближчі населені пункти — Високово, Колпіно.